# Baloskion pallens
Baloskion pallens är en gräsväxtart som först beskrevs av Robert Brown, och fick sitt nu gällande namn av Barbara Gillian Briggs och Lawrence Alexander Sidney Johnson. Baloskion pallens ingår i släktet Baloskion och familjen Restionaceae. Inga underarter finns listade i Catalogue of Life.